# Rudolf Kassel
Rudolf Kassel (Frankenthal, 11 de mayo de 1926) es un filólogo clásico alemán.

## Biografía
Después del servicio militar y la prisión obtuvo el bachillerato en 1947 cerca del Gimnasio humanístico de Ludwigshafen am Rhein. Estudió luego en la Universidad de Maguncia y consiguió el doctorado en 1951 con Wilhelm Süss. En 1956 obtuvo la habilitación en la Universidad de Wurzburgo con Estudios sobre la consolación griega y romana y fue luego nombrado asistente en la Universidad de Wurzburgo. En 1962 obtuvo el nombramiento de profesor en la Universidad de Oxford y en 1963 el de profesor ordinario en la Universidad Libre de Berlín. Durante su permanencia en Berlín, rechazó los nombramientos de Hamburgo, Tubinga, Harvard y Berna. En 1975 se trasladó, como sucesor de Albrecht Dihle, a la Universidad de Colonia,  donde se jubiló en 1991. Su obra más famosa es la colección Poetae Comici Graeci.
Alumnos suyos han sido Volkmar Schmidt, Ocho Zwierlein, Heinz-Günther Nesselrath y Jürgen Hammerstaedt. Hermann Wankel, que fue su asistente en Berlín.
Kassel ha recibido numerosos reconocimientos:
- Doctorados honorarios de las universidades de Oxford y de Salónica.
- 1973: miembro correspondiente de la Academia Británica
- 1977: miembro de pleno derecho de la Academia de Ciencias, Letras y Artes de Renania del Norte-Westfalia
- 1979: miembro honorario de la Sociedad Helénica
- 1991: miembro extranjero de la Real Academia Holandesa de Ciencias
- 1993: miembro correspondiente de la Academia de Atenas
- 2003: Orden del Mérito de la República Federal Alemana